# 주세페 사라가트
주세페 사라가트(이탈리아어: Giuseppe Saragat, 1898년 9월 12일 ~ 1988년 6월 11일)는 이탈리아의 정치가이다. 1964년부터 1971년까지 제5대 대통령을 역임하였고, 퇴임 후 종신 상원의원을 지냈다.

## 생애
주세페 사라가트는 1898년 9월 12일, 이탈리아 토리노의 사르디니아인 가정에서 태어났다. 1922년 이탈리아 사회당에 입당했다. 이탈리아에서 대표적인 사회민주주의 성향 정치가인데, 베니토 무솔리니 집권 당시 파시즘 정권의 탄압을 피해 프랑스로 망명, 제2차 세계 대전 종전 후 귀국했다. 1947년 당시 이탈리아 정부가 추진했던 동유럽접근정책에 반대하여 사회당을 탈당하고 사회통일당을 조직하여 당수가 되었고, 반공주의 성향을 드러냈다. 그 후 사라가트는 1952년에는 통일사회당과 합당하여 이탈리아 사회민주당을 창당했다. 그 후 사라가트는 1970년대까지 사회민주당에서 3번의 서기장을 지냈다.
1962년 대통령선거에 출마하여 패배하였으나, 1963년에 외무장관으로 내정되어 1964년까지 외무장관직으로 지냈다. 1964년 안토니오 세니(Antonio Segni)대통령이 임기 종료를 5년 앞두고 갑작스레 사임하자, 사회당·공산당의 지지를 얻어 중도좌파 성향으로 최초로 대통령으로 당선되어 1971년까지 집권하였다.
퇴임 후 종신 상원의원으로 일했으며, 1988년 6월 11일 로마에서 사망했다. 그는 또한 무신론자였다.